# Netelia longipes
Netelia longipes là một loài tò vò trong họ Ichneumonidae.